# Schausilla obryzos
Schausilla obryzos är en fjärilsart som beskrevs av Paul Mabille 1878. Schausilla obryzos ingår i släktet Schausilla och familjen nattflyn. Inga underarter finns listade.